# Playa de Beihai
La Playa de Beihai (en chino tradicional: 北海海灘; en chino simplificado: 北海海滩; en pinyin: Běihǎi hǎitān) es una playa en un pueblo de la región autónoma de Guangxi situado en una de las regiones más al sur del país asiático de China, es conocida como "playa de plata". Esta no es la única playa de Beihai, pero sin embargo si es la más conocida.
La temperatura media anual del mar es de alrededor de 23 °C, es una playa conocida por los amantes del mar y cada vez más popular entre los turistas.